# Туристическа спалня „Витиня“
Туристическа спалня „Витиня“ е хижа в Стара планина. Намира се в проход „Витиня“ и е част от маршрута Ком – Емине, за което се използва и най-често от туристите. В непосредствена близост е до Държавна дивечовъдна станция „Витиня“.
Сградата представлява едноетажна постройка с отделни стаи за 17 туристи, външни санитарни възли, вътрешна баня, локално отопление и паркинг. Предлага се и храна, но само чрез предварителна заявка. Работи само през летния сезон.

## Съседни обекти
| Изходни точки                                                        | Изходни точки |
| -------------------------------------------------------------------- | ------------- |
| Отбивката от автомагистрала „Хемус“ по старото шосе за проход Витиня | 2 км          |
| Хижи                                                                 |               |
| хижа Чавдар                                                          | 6,30 ч.       |
| хижа Мургаш                                                          | 5,30 ч.       |